# شورای انقلابی دادخواهان
گروهی از خانواده‌های دادخواه - که برخی از نزدیکانشان را بر اثر نقض حقوق بشر توسط نظام جمهوری اسلامی ایران از دست داده‌اند - اعلام کردند که برای دستیابی به آزادی و نیز سرنگونی جمهوری اسلامی، شورای انقلابی دادخواهان را پایه‌گذاری کردند.

## اعلام موجودیت
در ۲۴ بهمن ۱۴۰۱ «شورای انقلابی دادخواهان» برای دستیابی به «عدالت انتقالی» و «دادگستری مستقل» اعلام موجودیت کرد.
گروهی از خانواده‌های دادخواه - که برخی نزدیکانشان را بر اثر نقض حقوق بشر توسط نظام جمهوری اسلامی ایران از دست داده‌اند - اعلام کردند که برای دستیابی به «دادگستری مستقل» و «عدالت انتقالی»...، این شورای انقلابی را تشکیل دادند.

## هدف‌ها
هدف‌های اعلام شده این گروه چنین است:
- براندازی حکومت جمهوری اسلامی؛[۲۵]
- دادخواهی؛[۲۵]
- برپا کردن «عدلیه‌ای مستقل از نظام سیاسی»؛[۲۵]
- آزادی[۲۶] (حمایت از انقلاب دموکراتیک مردم ایران)؛[۲۷]
- تحقق حقوق بشر در ایران.[۲۶]

## پایه‌گذاران
اسامی برخی از پایه‌گذاران این شورای انقلابی (به ترتیب سال کشته‌شدن خویشاوندانشان) چنین است:
1. البرز نیک‌اقبال؛ دادخواه برادرش سرافراز نیک‌اقبال (کشته‌شده در سال ۱۳۵۷ خورشیدی)؛
2. فریبرز کریمی؛ دادخواه پدرش ابراهیم کریمی، عمویش منوچهر کریمی بختیاری و نیز پسرعمویش حسین کریمی بختیاری و (کشته‌شدگان سال ۱۳۵۷)
3. شاهین میلانی؛ دادخواه پدرش کامبیز صادق‌زاده میلانی (از ناپدید شدگان قهری بهائی در سال ۱۳۵۹)؛
4. فرح مدائن؛ دادخواه خواهرش لیلا مدائن، سه برادرش: لقمان، داود، مبشر و نیز ۴ تن از برادران همسرش: کاووس، بهنام، بیژن و منوچهر رضایی جهرمی (از کشته‌شدگان دهه ۶۰)؛
5. رضا تجلی اول؛ دادخواه برادرش حسین تجلی اول (کشته‌شده در سال ۱۳۶۱)؛
6. خاطره معینی؛ دادخواه برادرش هبت‌الله معینی چاغروَند، همسر خواهرش کسرا اکبری کردستانی (از کشته‌شدگان قتل‌عام زندانیان عقیدتی و سیاسی در سال ۱۳۶۷) و نیز همسر خواهرش مسعود انصاری (کشته‌شده در سال ۱۳۶۶)؛
7. لادن بازرگان؛ دادخواه برادر، بیژن بازرگان (از کشته‌شدگان قتل‌عام زندانیان عقیدتی و سیاسی در سال ۱۳۶۷)؛
8. کاوه شهروز؛ دادخواه دایی‌اش مهرداد اشتری (از کشته‌شدگان قتل‌عام زندانیان عقیدتی و سیاسی در سال ۱۳۶۷)؛
9. کاوه شیرزاد؛ دادخواه برادرش رضا شیرزادیان (کشته‌شده در سال ۱۳۶۸)؛
10. منوچهر محمدی؛ دادخواه برادرش اکبر محمدی (دانشجوی کشته‌شده در سال ۱۳۸۵)؛
11. امجد حسین‌پناهی؛ دادخواه برادرش رامین حسین‌پناهی (کشته‌شده در سال ۱۳۹۷)؛
12. سوران منصورنیا؛ دادخواه برادرش برهان منصورنیا (از کشته‌شدگان اعتراضات آبان ۱۳۹۸ ایران)؛
13. مهدی شهبازی؛ دادخواه خواهرش آمنه شهبازی (از کشته‌شدگان اعتراضات آبان ۱۳۹۸ ایران)؛
14. عظمت اژدری؛ دادخواه خواهرش غنیمت اژدری (از کشته‌شدگان دی ۱۳۹۸)؛
15. رؤیا پیرایی؛ دادخواه مادرش مینو مجیدی (از کشته‌شدگان خیزش ۱۴۰۱ ایران)؛
16. رامتین فاتحی؛ دادخواه پدرش رامین فاتحی (از کشته‌شدگان خیزش ۱۴۰۱ ایران).

## نخستین بیانیه
در بخشی از نخستین بیانیه این گروه آمده‌است:
«از خاوران تا آبان، از جان‌باختگان جنبش سبز تا شکنجه‌گاه‌های کردستان، از اعدامیان پشت‌بام مدرسه رفاه تا کشته‌شدگان انقلاب زن زندگی آزادی [خیزش ۱۴۰۱ ایران]، ما بازماندگان این سال‌های سیاه، شورای انقلابی دادخواهان را شکل داده‌ایم تا با یاری شما عدالت انتقالی و تأسیس دادگستری مستقل را پیگیری کنیم.»
همچنین در بخشی دیگری از بیانیه آمده: «ما جمعی از خانواده‌هایی هستیم که عزیزانمان در چهل و چهار سال گذشته به جرم دگراندیشی توسط جمهوری استبدادی اسلامی به قتل رسیده‌اند. ما عزیزان‌مان را در راه مبارزه با استبداد از دست دادیم در حالی که هیچ مرجع و دادگاه عادلانه‌ای در چهار دههٔ گذشته برای دادخواهی‌شان پیدا نکرده‌ایم… ما خانواده‌های داغدار، نه تنها خواستار اجرای عدالت برای عزیزان کشته‌شده‌مان در داخل ایران هستیم، بلکه می‌خواهیم هزاران هزار خونی که در پای درخت آزادی ایران ریخته‌شده، به ثمر بنشیند و اراده ملت با تحقق آزادی، دموکراسی و احترام به حقوق بشر بر ایران حاکم شود.»